# Międzyuczelniane Centrum NanoBioMedyczne w Poznaniu

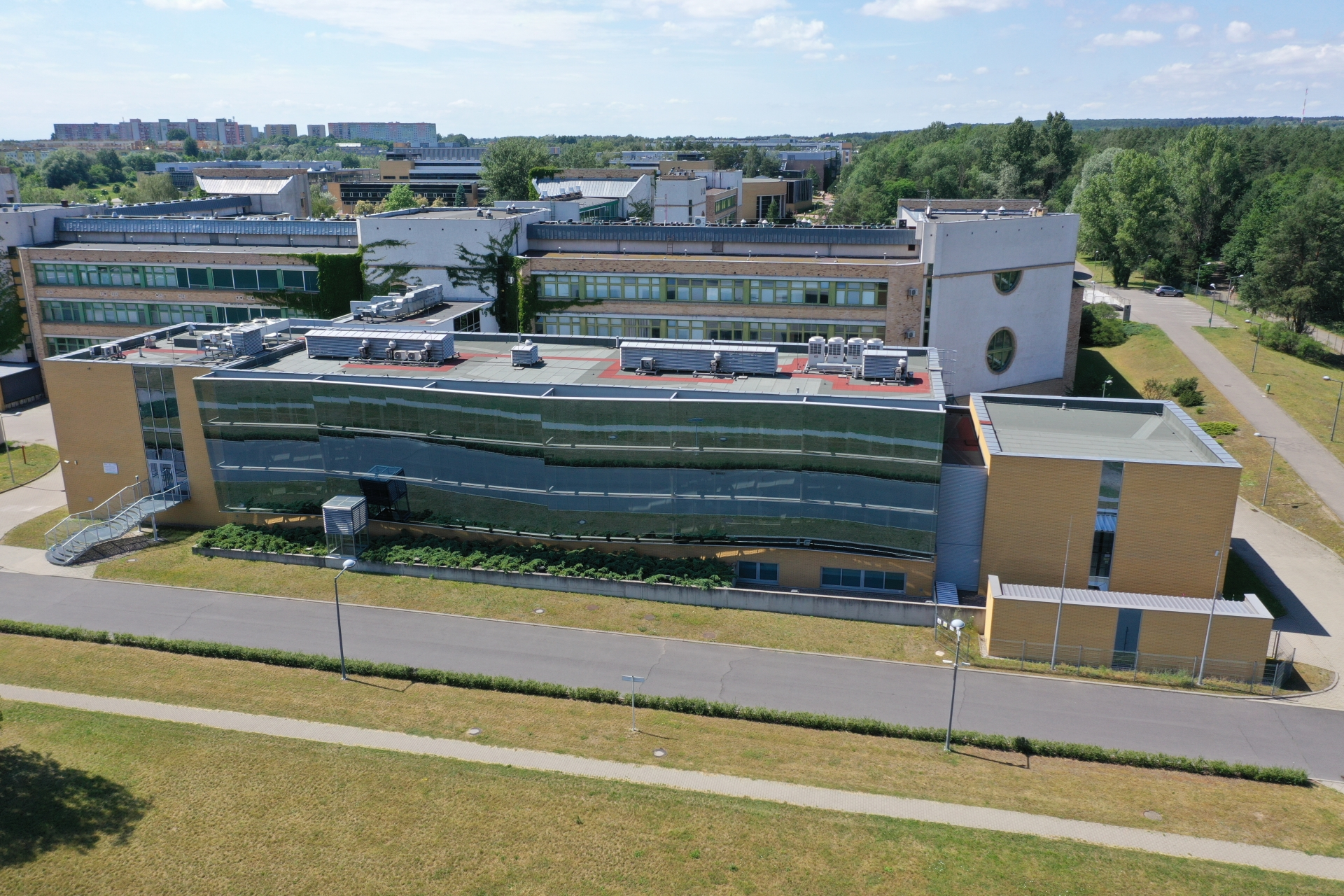
Budynek Centrum NanoBioMedycznego UAM

Międzyuczelniane Centrum NanoBioMedyczne – centrum badawczo-dydaktyczne przy Uniwersytecie im. Adama Mickiewicza w Poznaniu, zlokalizowane w Poznaniu przy ul. Umultowskiej 85 (na Kampusie Morasko). Służy także innym uczelniom z terenu Poznania: Uniwersytetowi Medycznemu, Uniwersytetowi Przyrodniczemu i Politechnice Poznańskiej. Działa we współpracy z Instytutem Fizyki Molekularnej PAN i dwudziestoma instytucjami naukowymi z całego świata.
Obiekt otwarto 22 czerwca 2012. Kosztował 111 milionów złotych i został dofinansowany z programu Infrastruktura i Środowisko. Ma za zadanie interdyscyplinarnie kształcić studentów i doktorantów z zakresu chemii, fizyki, biologii, biofizyki, biotechnologii, nauk technicznych, inżynierii materiałowej, fizyki technicznej i nauk medycznych. W ośrodku wykorzystywana jest najnowocześniejsza technologia w zakresie mikroskopii elektronowej, konfokalnej, optycznej, sił atomowych, spektroskopii i obrazowania NMR oraz EPR, dyfrakcji rentgenowskiej, zespołu cleanroomów, laboratorium syntez, a także produkcji nanomateriałów.